# NGC 5918
NGC 5918 est une galaxie spirale située dans la constellation de la Bouvier. Sa vitesse par rapport au fond diffus cosmologique est de 5 235 ± 8 km/s, ce qui correspond à une distance de Hubble de 77,2 ± 5,4 Mpc (∼252 millions d'al). NGC 5918 a été découverte par l'astronome britannique John Herschel en 1830.
La classe de luminosité de NGC 5918 est III-IV et elle présente une large raie HI. De plus, c'est une galaxie du champ, c'est-à-dire qu'elle n'appartient pas à un amas ou un groupe et qu'elle est donc gravitationnellement isolée. Selon la base de données Simbad, NGC 5918 est une radiogalaxie.
À ce jour, neuf mesures non basées sur le décalage vers le rouge (redshift) donnent une distance de 64,633 ± 3,834 Mpc (∼211 millions d'al), ce qui est légèrement à l'extérieur valeurs de la distance de Hubble. Notons cependant que c'est avec la valeur moyenne des mesures indépendantes, lorsqu'elles existent, que la base de données NASA/IPAC calcule le diamètre d'une galaxie et qu'en conséquence le diamètre de NGC 5918 pourrait être d'environ 51,0 kpc (∼166 000 al) si on utilisait la distance de Hubble pour le calculer.